# Jesus soll die Losung sein
Jesus soll die Losung sein ist ein Neujahrslied, das Benjamin Schmolck (1672–1737) im Jahr 1725 unter dem Titel Jesus Nahme zum neuen Jahre veröffentlicht hat.

## Inhalt
Das Lied thematisiert das liturgische Datum der Beschneidung Jesu mit dem Ereignis seiner Namensgebung. Es entstand als Gelegenheits-, Segens- und Huldigungslied auf alle Stände. Davon hat sich nach Weglassung der Strophen [5.–8.] in der heutigen Fassung nur mehr der Bezug auf "alle Völker, unser Land und unser Ort" erhalten.
Sein in kämpferischem Ton gehaltener Stil reflektiert die konfessionellen Konflikte des 17. Jahrhunderts in spiritualisierender Metaphorik. Als Losung – der Begriff bildet den Liedrahmen – wird das akustische Zeichen der militärischen Parole, des "Feldgeschreis" verstanden, womit der Soldat seine Zugehörigkeit zur jeweiligen Truppe demonstrierte. Hier erscheint der Name Jesu als die Losung, die sich wie ein roter Faden von Strophe zu Strophe durch das ganze Lied zieht. Dem korrespondiert, in der Originalfassung deutlich das visuell wahrnehmbare Panier, die Kriegsflagge (Str. 1, Z.4).
Der Bau protestantischer Kirchengebäude in Schlesien unterstand nach dem Dreißigjährigen Krieg drastischen Restriktionen, die wenigen genehmigten so genannten Friedenskirchen (darunter die in Schmolcks Heimatort Schweidnitz) verstand man wohl eher als geistliche Fluchtburgen, wie es Strophe 2 andeutet. Sie waren von den verstreuten Rechtgläubigen mitunter mühsam (als "Wallfahrer") zu erreichen, denen hier und darüber hinaus der Stern von Betlehem als "Leitstern" (Str. 3) diente.
Strophe 4 greift den die Leidenserfahrungen des Gläubigen zur Süßigkeit verklärenden Hymnus Jesu dulcis memoria des Bernard von Clairvaux auf, wie es etwa schon Johann Franck in Jesu, meine Freude (1655) formulierte ("Denen, die Gott lieben, muss auch ihr Betrüben lauter Zucker sein").
Nachdem vier Strophen eingehend  Kaiser, Landeshauptmann, die Großen und den Magistrat dem Namen Jesu unterstellen, schließen in der abschließenden Strophe 5. [9.] "Völker, Land und Ort" den Kreis.

## Melodie
Das Lied wird gesungen auf die Melodie Meinen Jesus lass ich nicht von Johann Ulich (1634–1712).

## Text
| 1. Jesus soll die Losung sein, da ein neues Jahr erschienen, Jesu Name soll allein denen heut zum Zeichen dienen, die in seinem Bunde stehen und auf seinen Wegen gehen. 2. Jesu Name, Jesu Wort soll bei uns in Zion schallen; und so oft wir an den Ort, der nach Ihm genannt ist, wallen, mache seines Namens Ruhm unser Herz zum Heiligtum. 3. Unsre Wege wollen wir nun in Jesu Namen gehen. Geht uns dieser Leitstern für, so wird alles wohl bestehen und durch seinen Gnadenschein alles voller Segen sein. 4. Alle Sorgen, alles Leid soll der Name uns versüßen; so wird alle Bitterkeit uns zur Freude werden müssen. Jesu Nam sei Sonn und Schild, welcher allen Kummer stillt. | [5.] Unsers Kaysers Majestät kröne Jesu teurer Name daß kein Thron auf Glücke steht und des großen Karles Same noch durch seinen Tau gedeiht über aller Zeiten Zeit. [6.] Jesus Nahme Jesus Krafft unsres Landeshauptmanns Stärke daß desselben Lebenssaft niemals einen Abgang merke ja, es mache dieses Los sein Geschlecht noch eins so groß. [7.] Jesu Name sei das Licht in den Häusern aller Großen daß auch ihre Füße nicht an des Unglücks Steine stoßen, sondern bei viel Wohlergehn in dem schönsten Flore stehn. [8.] Jesus Nahme, Rath und That dem hochedlen Magistrate daß man stets zu rühmen hat wie sein Raten wohl gerate und ihr Amt bei solcher Last immer neue Kräfte faßt. |
| 5. [9.] Jesus, aller Völker Heil, unserm Land ein Gnadenzeichen, unsres Ortes bestes Teil, dem kein Kleinod zu vergleichen, Jesus, unser Schutz und Hort, sei die Losung fort und fort. | |

Das Lied findet sich im Evangelischen Gesangbuch (EG 62).